# Farmer (Dakota du Sud)
Pour les articles homonymes, voir Farmer.
Farmer est une municipalité américaine située dans le comté de Hanson, dans l'État du Dakota du Sud.
La localité doit son nom à sa situation au centre d'une région agricole.

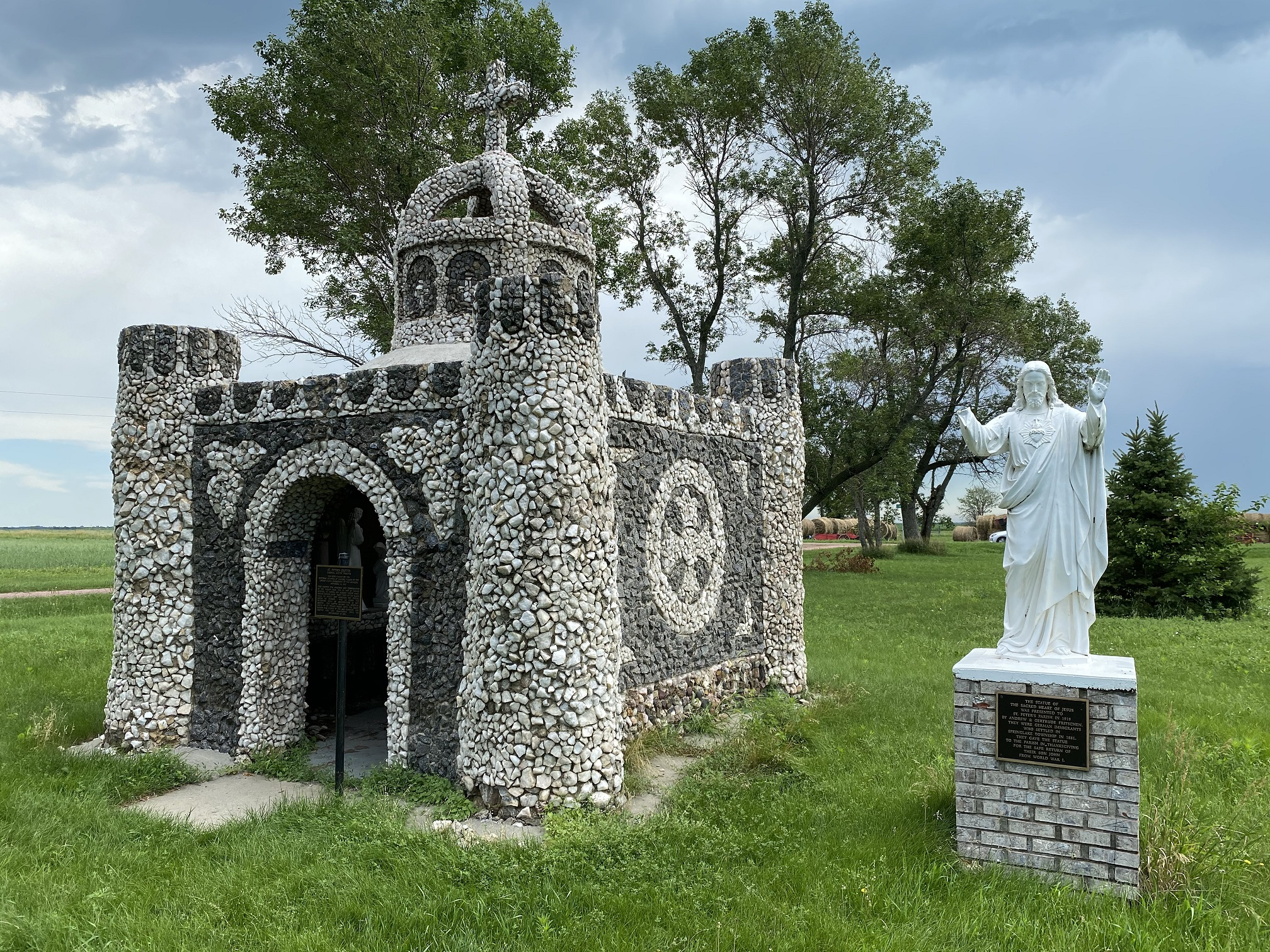
Grotte Saint Pierre

## Démographie
| 1930 | 1940 | 1950 | 1960 | 1970 | 1980 |
| ---- | ---- | ---- | ---- | ---- | ---- |
| 132  | 130  | 114  | 95   | 58   | 27   |

| 1990 | 2000 | 2010 | - | - | - |
| ---- | ---- | ---- | - | - | - |
| 23   | 18   | 10   | - | - | - |

Selon le recensement de 2010, Farmer compte 10 habitants. La municipalité s'étend sur 0,08 milles carrés (0,21 km2).